# Бронніков Володимир Костянтинович
Бронніков Володимир Костянтинович (нар. 25 вересня 1943, с. Тюп, Іссик-Кульська область, Киргизтан) — український політик, підприємець, віце-президент з фінансових питань ДП "НАЕК «Енергоатом» (грудень 2007 — вересень 2008); президент Українського ядерного товариства (з лютого 2000); член Політради Партії регіонів.

## Біографія
Народився 25 вересня 1943 у с. Тюп, Тюпський район, Іссик-Кульська область, Киргизстан
Освіта: Томський політехнічний інститут (1961—1966), інженер-теплоенергетик, «Проектування та експлуатація атомного енергетичного устатковання».
Депутат Верховної Ради 5-го скликання з квітня 2006 по листопад 2007 від Партії регіонів, № 114 в списку. На час виборів: народний депутат України, член Партії регіонів. Член фракції Партії регіонів (з травня 2006). Член Комітету з питань паливно-енергетичного комплексу, ядерної політики та ядерної безпеки (з липня 2006), голова підкомітету з питань ядерної політики та ядерної безпеки.
Депутат Верховної Ради України 4-го скликання з квітня 2002 по квітень 2006, виборчий округ № 81, Запорізька область, висунутий Виборчим блоком політичних партій «За єдину Україну!». За 38.24 %, 12 суперників. На час виборів: президент Запорізької атомної енергетичної корпорації, член Партії регіонів. Член фракції «Єдина Україна» (травень — червень 2002), член фракції «Регіони України» (червень 2002 — вересень 2005), член фракції Партії регіонів «Регіони України» (з вересня 2005). Голова підкомітету з питань електроенергетики Комітету з питань паливно-енергетичного комплексу, ядерної політики та ядерної безпеки (з червня 2002).

## Трудова діяльність
- 09.1959-08.1961 — слюсар, транспортний працівник, Фрунзенська теплоелектроцентраль.
- 09.1961-08.1966 — студ., Томський політехнічний інститут.
- 09.1966-01.1973 — інженер, ст. інженер турбінного відд., ст. інженер лабораторії, кер. групи, Уральська філія Всесоюз. тепломех. інституту Міненерго СРСР.
- 01.1973-07.1976 — кер. групи, нач. лабораторії АЕС, Південний відділ Всесоюз. теплотех. інституту Міненерго СРСР, м. Горлівка Донец. обл.
- 07.1976-07.1985 — нач. цеху наладки і випробовувань, заст. гол. інженера з експлуатації, Чорнобильська АЕС.
- 07.1985-08.1986 — гол. інженер, директор, Мінська атомна електроцентраль Міненерго СРСР.
- 08.1986-01.1992 — директор, Запоріз. АЕС.
- 01.1992-10.1996 — ген. директор, 11.1996-12.1998 — радник ген. директора, ВО «Запорізька АЕС».
- 12.1998-02.2000 — голова правління, ВАТ "Енергетична компанія «Енергоатом», м. Енергодар Запоріз. обл.
- 02.-07.2000 — в.о. президента, НАЕК «Енергоатом»[5][6].
- 08.2000-04.2002 — голова правління, ВАТ "Енергетична компанія «Енергоатом», м. Енергодар Запоріз. обл.
- 2021-го очолив Українське ядерне товариство.[7]

Президент Запорізької атомної енергетичної корпорації (1996—2002).
Довірена особа кандидата на пост Президента України Віктора Януковича в ТВО № 81 (2004—2005).
Відмінник енергетики та електрифікації СРСР (1982). Заслужений енергетик України (1995). Лауреат премії РМ СРСР (1981). Орден «Знак Пошани» (1981). Почесна відзнака Президента України (січень 1996). Орден князя Ярослава Мудрого V ст. (грудень 2003). Почесна грамота КМ України (грудень 2003). Почесна грамота ВР України.
Автор (співавтор) 32 наукових статей, 6 винаходів.[джерело?]